# Бејтаун (Тексас)
Бејтаун (енгл. Baytown) град је у америчкој савезној држави Тексас. По попису становништва из 2010. у њему је живело 71.802 становника.

## Демографија
Према попису становништва из 2010. у граду је живело 71.802 становника, што је 5.372 (8,1%) становника више него 2000. године.
| Група             | 2000.          | 2010.          |
| Белци             | 33.328 (50,2%) | 27.803 (38,7%) |
| Афроамериканци    | 8.888 (13,4%)  | 11.101 (15,5%) |
| Азијати           | 651 (1,0%)     | 1.052 (1,5%)   |
| Хиспаноамериканци | 22.748 (34,2%) | 31.156 (43,4%) |
| Укупно            | 66.430         | 71.802         |